# Барочная улица (Санкт-Петербург)
Ба́рочная у́лица — улица в Петроградском районе Санкт-Петербурга. Проходит от Большой Зелениной улицы до Песочной набережной.

## История
Согласно книге «Петербург в названиях улиц», 5 марта 1871 года эта улица, застроенная строениями барачного типа, получила название Бара́чной, однако 16 апреля 1887 года указом царя Александра III, фиксировавшим названия многих улиц Санкт-Петербурга, было утверждено название Ба́рочная. По другой версии, название Барочная ведётся с конца XVIII века (следует отметить, однако, что этой улицы нет ни на плане, ни в списке улиц 1853 года, как нет её и на более ранних планах Санкт-Петербурга). Обе версии сходятся на том, что название Ба́рочная, вероятно, дано по названию находившегося здесь питейного дома, называвшегося «Барка», которое, в свою очередь, по-видимому, связано с тем, что сюда доставляли по воде на слом деревянные барки. Наиболее вероятной версией происхождения наименования улицы является существование в XVIII—XIX веках района в низовье Карповки, в котором разбирались на барочный лес провёденные по Мариинской водной системе в Санкт-Петербург барки, обратная проводка которых являлась нецелесообразной. В любом случае, вариант произношения с ударением на «о» (от архитектурного стиля барокко) является ошибочным.
До 1911 года улица доходила только до реки Карповки, затем её продлили до Песочной набережной.
Чуть больше года, с 15 декабря 1952 до 4 января 1954 года, улица называлось Кишинёвской. Такое название было дано «в память об освобождении Кишинёва от фашистских захватчиков в годы Великой Отечественной войны» одновременно с аналогичными изменениями названий ряда других улиц Петроградской стороны (Полозовой, Бармалеевой, Плуталовой и др.). Новые названия приживались с трудом, и большинству переименованных улиц также одновременно были возвращены исторические названия.
В 1968 году часть улицы, примыкавшая к Песочной набережной, исчезла, и на этом месте был построен Ленинградский Дворец молодёжи.
10 мая 2016 года в состав Барочной улицы включили безымянный участок от улицы Профессора Попова до Песочной набережной.
С Барочной улицей связано название Барочного моста через реку Карповку, построенного в 1914 году.
На Барочной улице с 1925 по 2003 год находился трамвайный парк № 6 имени А. К. Скороходова. В 2005 году территория парка продана под жилую застройку. Рельсы на Барочной улице были демонтированы в 2008 году.

## Пересечения
- Большая Зеленина улица
- Петрозаводская улица
- Левашовский проспект
- реки Карповка (через Барочный мост)
- Набережная реки Карповки
- улица Профессора Попова
- Песочная набережная

## Примечательные здания и сооружения
- Дом № 1 (Большая Зеленина улица, 31) — доходный дом в стиле модерн (архитектор Г. Г. фон Голи, 1903).
- Дом № 2 (Большая Зеленина улица, 33) — доходный дом А. Ю. Кейбеля в стиле модерн, с живописной башенкой-эркером (архитектор Г. Г. фон Голи, 1899—1901).  памятник архитектуры (вновь выявленный объект)[9]
- Дом № 3 (Петрозаводская ул., 22) — доходный дом в стиле модерн (архитектор И. П. Макаров, 1904).
- Дом № 4 — рядовое жилое здание в кирпичном стиле (архитектор Г. Г. фон Голи); в доме жила писательница Екатерина Боронина
- Дом № 4А (Большая Зеленина улица, 35-37) — здание Левашовского хлебозавода в стиле конструктивизма (предположительно архитектор А. С. Никольский, инженер Г. П. Марсаков, 1930-е)[10].  781610570940005.
- Дом № 6 — дом врача-венеролога Х. М. Канторовича (отца математика Л. В. Канторовича), построен по проекту архитектора Я. З. Блувштейна (1913)[11][12][13].
- Дом № 7 (Левашовский проспект, 11) — стадион «Метрострой».
- Дом № 8 (Левашовский проспект, 22) — доходный дом в стиле модерн (архитектор Н. М. Аристов, 1911—1912).
- Дом № 12 — жилое и административное здание второй очереди петроградского городского трамвая в стиле неоклассицизма (архитектор А. А. Ламагин, 1913—1915).